# Російський рисак
Русский рисак — легкоупряжна порода коней, виведена в Росії і УРСР в XX столітті шляхом відтворювального схрещування орловського рисака з американським.
Наймолодша з чотирьох рисистих порід, затверджена в 1949 році. Спортивний кінь, використовується для поліпшення місцевих упряжних порід коней, а також в кінноспортивних змаганнях. 

## Характеристики породи

### Проміри
Правильної, гармонійної статури, однак через особливості розведення, що склалися на початку XX століття, сучасний російський рисак може мати досить різний екстер'єр. Як правило, російський рисак — це сухий в своїй конституції кінь, з довгою спиною, похилий, має суху шию середньої довжини, міцні ноги. Зріст в загривку 154-165 см. Середні заміри жеребців: висота в холці 161,6 см, коса довжина тулуба 162,5 см, обхват грудей 184 см, обхват п'ястка 20 см.

### Масть
Масть — в основному гніда, особливо темного чи каракового відтінку, часто зустрічається ворона, руда масті, рідше сіра. Інших мастей в породі немає.

### Особливості
Російський рисак відрізняється поступливим характером. Кінь швидко звикає до господаря і стає вірним супутником на довгі роки. Завдяки спокійному характеру російських рисаків часто використовують в лікувальних цілях у всіляких відновлювальних методиках. Кінь сміливий і енергійний, легко піддається навчанню. Російські рисаки були виведені спеціально для систематичних випробувань риссю на іподромах. 

## Історія породи

### Дореволюційний період
Початок створення породи російський рисак було покладено в 1900-х роках, коли в Росію з  США почали завозитися перші рисаки американської породи. Приїхавши в Росію коні нової породи склали на іподромах жорстку конкуренцію орловському рисаку, які вважалися до цього часу найжвавішими. Американські рисаки стали обігравати орловців на всіх дистанціях. Після цього, оскільки мова йшла насамперед про величезні призові суми, багато власників орловських рисаків почали закуповувати в США жеребців американської породи і схрещувати їх з орловськими кобилами. У більшості випадків куплені американські жеребці-плідники були середнього і низького класу: часто тому, що американці не бажали продавати цінних коней, або тому, що багато коневласників тих років не розбиралися в племінній цінності того чи іншого коня, і продавці намагалися збути ненайкращих і навіть бракованих жеребців за великі гроші.
При цьому багато власників таких жеребців використовували першокласних орловських кобил, після чого ці кобили вважалися безповоротно втраченими для орловської породи як матки. Метиси, отримані таким чином, хоч були і швидші, ніж орловці, але все ж поступалися в цьому показнику чистопородним американцям. Орлово-американські помісі показували дуже хороші результати, і почалася майже поголовна метизація, подібна золотій лихоманці перших заокеанських переселенців. Це злиття «блакитної орловської крові з сухою і терпкою кров'ю американського рисака» (за висловом А. І. Купріна) розділило російських конезаводчиків і любителів коней на два табори — прихильників орловського рисака і метизаторів. Перемоги орловця Здорованя над американським рисаком Дженераль Ейчем або метисної кобили Прости сприймалися прихильниками орловської породи як національний тріумф, а його поразки ставали справжньою катастрофою. Цікаво, що метизацією зайнявся і кіннозаводчик Н. В. Телегін. Кінний завод для розведення орловських рисаків побудував ще його батько в 1869 році в  Орловській губернії. Зараз це Злинський кінний завод, де розводять коней російської рисистої породи.

### Радянський період
Після громадянської війни уцілілих метисів і деяких американських рисаків (таких, як знаменитий сірий Боб Дуглас) продовжували випробовувати на іподромах СРСР. У 1928 році був прийнятий план розвитку орлово-американського кіннозаводства. Так як американські рисаки з ідеологічних причин в країну більше не завозилися, було прийнято рішення розводити метисів між собою, спираючись на жвавість, а також з огляду на екстер'єрні показники (зростання, коса довжина тулуба, ширина грудей, товщина п'ясті). Метою виведення нової породи було не тільки випробування на іподромах, але, навіть у великій мірі, отримання коня, здатного до роботи в будь-якому вигляді упряжі, в селі або в збройних силах.
Протягом наступних двадцяти років кінними заводами СРСР була виконана величезна робота з відбору жеребців і кобил бажаного типу, тренінгу та випробувань їх на іподромах. Як результат, в 1949 році нова порода була офіційно визнана і отримала назву російської рисистої. Примітно, що спочатку планувалося розводити цих коней «в собі», іноді зі зворотним схрещуванням з орловським рисаком, а додавання американської крові до цих рисаків вже не планувалося. При цьому аж до 1949 року цих коней називали «орлово-американською» або «російсько-американською» породою, оскільки назва «російський рисак» в той момент застосовувалася тільки до орловського рисака, виведеного в Росії.
У цей час російські рисаки вже не були американо-орловськими метисами, а були самостійною породою коней, здатною на жвавий і стійкий рисистий хід. За зовнішнім виглядом російські рисаки поступалися орловським рисакам в породності і красі, але були набагато гармонійніші, ніж американські рисаки. За жвавістю російські рисаки були швидшими, ніж орловські, але повільніші за американських рисаків. Свої здібності російські рисаки неодноразово демонстрували і за кордоном. У 1929 році в Німеччині метис Півник на рівних змагався не тільки з кращими виведеними в Європі рисаками, але і з рисаками з США. У 1933 році Півник став першим європейським рисаком класу менше 2 хв 5 с на 1600 м, показавши в призі на цій дистанції жвавість 2 хв 3,5 с. Російський рисак Жест першим з російських рисаків увійшов в число міжнародної еліти «безхвилинних» рисаків, тобто пробігають 1600 метрів менше ніж за 2 хвилин. Це було в 1953 році на Одеському іподромі.
Проте починаючи з 1961 року, через бажання підвищити витривалість, жеребців і кобилиць американської породи знову почали завозити з США.